# Germany's Next Topmodel (mùa 17)
Germany's Next Topmodel, mùa 17 là mùa thứ mười bảy của Germany's Next Topmodel. Chương trình sẽ được phát sóng trên kênh ProSieben từ ngày 3 tháng 2 năm 2022. Trong năm thứ tư liên tiếp, chỉ bản thân host (Heidi Klum) sẽ xuất hiện trong ban giám khảo, vì một hoặc nhiều giám khảo khách mời sẽ được giới thiệu cho mỗi tập.
Do dịch COVID-19, mùa này sẽ được quay theo các quy định nghiêm ngặt của COVID-19 như hạn chế đi lại. Tuy nhiên, mùa giải này vẫn sẽ có điểm đến nước ngoài thay vì mùa trước chỉ được quay ở Berlin. Mùa này cũng có sự tham gia của nhiều thí sinh với  nhiều độ tuổi già hay trẻ, chiều cao và kích cỡ khác nhau.
Người chiến thắng trong mùa này là Lou-Anne Gleißenebner-Teskey, 18 tuổi đến từ Klosterneuburg, Áo. Cô giành được: giải thưởng tiền mặt trị giá €100.000, lên ảnh bìa tạp chí Harper's Bazaar và chiến dịch quảng cáo cho MAC Cosmetics.

## Các thí sinh
(Tuổi tính từ ngày dự thi)
| Thí sinh                     | Tuổi | Chiều cao               | Quê quán              | Bị loại ở | Hạng         |
| ---------------------------- | ---- | ----------------------- | --------------------- | --------- | ------------ |
| Emilie Clément               | 19   | 1,79 m (5 ft 10+1⁄2 in) | Tafers, Thụy Sĩ       | Tập 1     | 31–29        |
| Meline Kermut                | 20   | 1,76 m (5 ft 9+1⁄2 in)  | Bergisch Gladbach     | Tập 1     | 31–29        |
| Pauline Schäfer              | 18   | 1,66 m (5 ft 5+1⁄2 in)  | Schwerte              | Tập 1     | 31–29        |
| Kim Bieder                   | 20   | 1,70 m (5 ft 7 in)      | Rheine                | Tập 2     | 28–27        |
| Matilda 'Wiebke' Schwartau   | 22   | 1,95 m (6 ft 5 in)      | Berlin                | Tập 2     | 28–27        |
| Kristina Ber                 | 20   | 1,77 m (5 ft 9+1⁄2 in)  | Lübeck                | Tập 3     | 26–25        |
| Lisa-Marie Cordt             | 22   | 1,74 m (5 ft 8+1⁄2 in)  | Hannover              | Tập 3     | 26–25        |
| Lenara Klawitter             | 24   | 1,75 m (5 ft 9 in)      | Lingen                | Tập 4     | 24 (bỏ cuộc) |
| Kashmira Maduwege            | 20   | 1,55 m (5 ft 1 in)      | Winnenden             | Tập 4     | 23           |
| Laura Wende                  | 19   | 1,75 m (5 ft 9 in)      | Günzach               | Tập 5     | 22           |
| Barbara Radtke               | 68   | 1,68 m (5 ft 6 in)      | Flensburg             | Tập 6     | 21–20        |
| Jasmin Jägers                | 23   | 1,77 m (5 ft 9+1⁄2 in)  | Düsseldorf            | Tập 6     | 21–20        |
| Julia Weinhäupl              | 21   | 1,73 m (5 ft 8 in)      | Surberg               | Tập 7     | 19–18        |
| Laura Bittner                | 20   | 1,74 m (5 ft 8+1⁄2 in)  | Großenhain            | Tập 7     | 19–18        |
| Jessica Adwubi               | 23   | 1,85 m (6 ft 1 in)      | Neumünster            | Tập 8     | 17–16        |
| Paulina Stępowska            | 32   | 1,70 m (5 ft 7 in)      | Berlin                | Tập 8     | 17–16        |
| Annalotta Bönninger          | 20   | 1,81 m (5 ft 11+1⁄2 in) | Schwerte              | Tập 9     | 15           |
| Inka Ferbert                 | 19   | 1,74 m (5 ft 8+1⁄2 in)  | Nierstein             | Tập 10    | 14–13        |
| Viola Schierenbeck           | 21   | 1,75 m (5 ft 9 in)      | Bremen                | Tập 10    | 14–13        |
| Amaya Baker                  | 18   | 1,70 m (5 ft 7 in)      | Böblingen             | Tập 11    | 12           |
| Vanessa Kunz                 | 20   | 1,75 m (5 ft 9 in)      | Metzingen             | Tập 12    | 11           |
| Juliana Stürmer              | 24   | 1,75 m (5 ft 9 in)      | Berlin                | Tập 13    | 10–9         |
| Sophie Dräger                | 18   | 1,72 m (5 ft 7+1⁄2 in)  | Harsewinkel           | Tập 13    | 10–9         |
| Lena Krüger                  | 20   | 1,54 m (5 ft 1⁄2 in)    | Teltow                | Tập 14    | 8            |
| Vivien Sterk                 | 21   | 1,70 m (5 ft 7 in)      | Prien am Chiemsee     | Tập 15    | 7            |
| Lieselotte Reznicek          | 66   | 1,73 m (5 ft 8 in)      | Salzwedel             | Tập 16    | 6            |
| Anita Schaller               | 20   | 1,77 m (5 ft 9+1⁄2 in)  | Neustadt an der Donau | Tập 17    | 5            |
| Noëlla Mbunga                | 24   | 1,65 m (5 ft 5 in)      | Berlin                | Tập 17    | 4            |
| Martina Gleißenebner-Teskey  | 50   | 1,73 m (5 ft 8 in)      | Klosterneuburg, Áo    | Tập 17    | 3            |
| Luca Lorenz                  | 19   | 1,68 m (5 ft 6 in)      | Munich                | Tập 17    | 2            |
| Lou-Anne Gleißenebner-Teskey | 18   | 1,82 m (5 ft 11+1⁄2 in) | Klosterneuburg, Áo    | Tập 17    | 1            |

## Thứ tự gọi tên
| Thứ tự | Tập        | Tập        | Tập        | Tập        | Tập        | Tập        | Tập        | Tập                                                                            | Tập        | Tập        | Tập        | Tập        | Tập        | Tập        | Tập        | Tập        | Tập      | Tập      | Tập      | Tập      | Tập | Tập | Tập | Tập | Tập | Tập | Tập | Tập | Tập | Tập | Tập | Tập | Tập | Tập | Tập | Tập | Tập |
| Thứ tự | 1          | 2          | 3          | 4          | 5          | 6          | 7          | 8                                                                              | 9          | 10         | 11         | 12         | 13         | 14         | 15         | 16         | 17       | 17       | 17       | 17       |     |     |     |     |     |     |     |     |     |     |     |     |     |     |     |     |     |
| ------ | ---------- | ---------- | ---------- | ---------- | ---------- | ---------- | ---------- | ------------------------------------------------------------------------------ | ---------- | ---------- | ---------- | ---------- | ---------- | ---------- | ---------- | ---------- | -------- | -------- | -------- | -------- | --- | --- | --- | --- | --- | --- | --- | --- | --- | --- | --- | --- | --- | --- | --- | --- | --- |
| 1      | Noëlla     | Luca       | Amaya      | Jasmin     | Sophie     | Inka       | Vanessa    | Amaya Annalotta Inka Juliana Lena Lou-Anne Martina Sophie Vanessa Viola Vivien | Noëlla     | Lena       | Martina    | Sophie     | Luca       | Noëlla     | Anita      | Martina    | Noëlla   | Luca     | Luca     | Lou-Anne |     |     |     |     |     |     |     |     |     |     |     |     |     |     |     |     |     |
| 2      | Juliana    | Anita      | Annalotta  | Paulina    | Juliana    | Noëlla     | Luca       | Amaya Annalotta Inka Juliana Lena Lou-Anne Martina Sophie Vanessa Viola Vivien | Juliana    | Anita      | Noëlla     | Lou-Anne   | Martina    | Vivien     | Noëlla     | Luca       | Luca     | Lou-Anne | Lou-Anne | Luca     |     |     |     |     |     |     |     |     |     |     |     |     |     |     |     |     |     |
| 3      | Luca       | Vivien     | Jessica    | Viola      | Barbara    | Sophie     | Inka       | Amaya Annalotta Inka Juliana Lena Lou-Anne Martina Sophie Vanessa Viola Vivien | Vivien     | Sophie     | Lena       | Vivien     | Vivien     | Lou-Anne   | Luca       | Anita      | Lou-Anne | Martina  | Martina  |          |     |     |     |     |     |     |     |     |     |     |     |     |     |     |     |     |     |
| 4      | Lieselotte | Paulina    | Lou-Anne   | Martina    | Amaya      | Juliana    | Lieselotte | Amaya Annalotta Inka Juliana Lena Lou-Anne Martina Sophie Vanessa Viola Vivien | Martina    | Juliana    | Vanessa    | Luca       | Lieselotte | Anita      | Martina    | Lou-Anne   | Martina  | Noëlla   |          |          |     |     |     |     |     |     |     |     |     |     |     |     |     |     |     |     |     |
| 5      | Paulina    | Amaya      | Lena       | Juliana    | Lou-Anne   | Amaya      | Sophie     | Amaya Annalotta Inka Juliana Lena Lou-Anne Martina Sophie Vanessa Viola Vivien | Amaya      | Noëlla     | Luca       | Martina    | Lou-Anne   | Lieselotte | Lou-Anne   | Noëlla     | Anita    |          |          |          |     |     |     |     |     |     |     |     |     |     |     |     |     |     |     |     |     |
| 6      | Viola      | Martina    | Kashmira   | Annalotta  | Anita      | Martina    | Noëlla     | Amaya Annalotta Inka Juliana Lena Lou-Anne Martina Sophie Vanessa Viola Vivien | Viola      | Vivien     | Juliana    | Lieselotte | Anita      | Martina    | Lieselotte | Lieselotte |          |          |          |          |     |     |     |     |     |     |     |     |     |     |     |     |     |     |     |     |     |
| 7      | Barbara    | Lisa-Marie | Luca       | Laura B.   | Luca       | Annalotta  | Martina    | Amaya Annalotta Inka Juliana Lena Lou-Anne Martina Sophie Vanessa Viola Vivien | Vanessa    | Amaya      | Lou-Anne   | Lena       | Noëlla     | Luca       | Vivien     |            |          |          |          |          |     |     |     |     |     |     |     |     |     |     |     |     |     |     |     |     |     |
| 8      | Inka       | Lieselotte | Paulina    | Vivien     | Inka       | Lou-Anne   | Amaya      | Amaya Annalotta Inka Juliana Lena Lou-Anne Martina Sophie Vanessa Viola Vivien | Lena       | Luca       | Vivien     | Juliana    | Lena       | Lena       |            |            |          |          |          |          |     |     |     |     |     |     |     |     |     |     |     |     |     |     |     |     |     |
| 9      | Laura W.   | Lena       | Barbara    | Barbara    | Jasmin     | Lena       | Lou-Anne   | Amaya Annalotta Inka Juliana Lena Lou-Anne Martina Sophie Vanessa Viola Vivien | Lou-Anne   | Vanessa    | Lieselotte | Anita      | Juliana    |            |            |            |          |          |          |          |     |     |     |     |     |     |     |     |     |     |     |     |     |     |     |     |     |
| 10     | Lena       | Laura W.   | Sophie     | Luca       | Lena       | Laura B.   | Jessica    | Amaya Annalotta Inka Juliana Lena Lou-Anne Martina Sophie Vanessa Viola Vivien | Lieselotte | Martina    | Sophie     | Noëlla     | Sophie     |            |            |            |          |          |          |          |     |     |     |     |     |     |     |     |     |     |     |     |     |     |     |     |     |
| 11     | Amaya      | Julia      | Lenara     | Sophie     | Viola      | Viola      | Paulina    | Amaya Annalotta Inka Juliana Lena Lou-Anne Martina Sophie Vanessa Viola Vivien | Luca       | Lieselotte | Anita      | Vanessa    |            |            |            |            |          |          |          |          |     |     |     |     |     |     |     |     |     |     |     |     |     |     |     |     |     |
| 12     | Annalotta  | Lenara     | Lieselotte | Inka       | Annalotta  | Paulina    | Anita      | Noëlla                                                                         | Anita      | Lou-Anne   | Amaya      |            |            |            |            |            |          |          |          |          |     |     |     |     |     |     |     |     |     |     |     |     |     |     |     |     |     |
| 13     | Lisa-Marie | Laura B,   | Jasmin     | Lena       | Laura B.   | Anita      | Vivien     | Luca                                                                           | Sophie     | Inka       |            |            |            |            |            |            |          |          |          |          |     |     |     |     |     |     |     |     |     |     |     |     |     |     |     |     |     |
| 14     | Kristina   | Annalotta  | Vanessa    | Lou-Anne   | Vanessa    | Lieselotte | Lena       | Anita                                                                          | Inka       | Viola      |            |            |            |            |            |            |          |          |          |          |     |     |     |     |     |     |     |     |     |     |     |     |     |     |     |     |     |
| 15     | Anita      | Lou-Anne   | Vivien     | Amaya      | Vivien     | Luca       | Juliana    | Lieselotte                                                                     | Annalotta  |            |            |            |            |            |            |            |          |          |          |          |     |     |     |     |     |     |     |     |     |     |     |     |     |     |     |     |     |
| 16     | Vanessa    | Noëlla     | Laura W.   | Julia      | Noëlla     | Vivien     | Annalotta  | Jessica Paulina                                                                |            |            |            |            |            |            |            |            |          |          |          |          |     |     |     |     |     |     |     |     |     |     |     |     |     |     |     |     |     |
| 17     | Wiebke     | Kashmira   | Viola      | Anita      | Jessica    | Julia      | Viola      | Jessica Paulina                                                                |            |            |            |            |            |            |            |            |          |          |          |          |     |     |     |     |     |     |     |     |     |     |     |     |     |     |     |     |     |
| 18     | Martina    | Jessica    | Laura B.   | Noëlla     | Lieselotte | Vanessa    | Laura B.   |                                                                                |            |            |            |            |            |            |            |            |          |          |          |          |     |     |     |     |     |     |     |     |     |     |     |     |     |     |     |     |     |
| 19     | Laura B.   | Barbara    | Anita      | Vanessa    | Martina    | Jessica    | Julia      |                                                                                |            |            |            |            |            |            |            |            |          |          |          |          |     |     |     |     |     |     |     |     |     |     |     |     |     |     |     |     |     |
| 20     | Julia      | Viola      | Inka       | Jessica    | Julia      | Jasmin     |            |                                                                                |            |            |            |            |            |            |            |            |          |          |          |          |     |     |     |     |     |     |     |     |     |     |     |     |     |     |     |     |     |
| 21     | Kim        | Vanessa    | Martina    | Lieselotte | Paulina    | Barbara    |            |                                                                                |            |            |            |            |            |            |            |            |          |          |          |          |     |     |     |     |     |     |     |     |     |     |     |     |     |     |     |     |     |
| 22     | Lou-Anne   | Inka       | Julia      | Laura W.   | Laura W.   |            |            |                                                                                |            |            |            |            |            |            |            |            |          |          |          |          |     |     |     |     |     |     |     |     |     |     |     |     |     |     |     |     |     |
| 23     | Lenara     | Jasmin     | Juliana    | Kashmira   |            |            |            |                                                                                |            |            |            |            |            |            |            |            |          |          |          |          |     |     |     |     |     |     |     |     |     |     |     |     |     |     |     |     |     |
| 24     | Jasmin     | Juliana    | Noëlla     | Lenara     |            |            |            |                                                                                |            |            |            |            |            |            |            |            |          |          |          |          |     |     |     |     |     |     |     |     |     |     |     |     |     |     |     |     |     |
| 25     | Sophie     | Sophie     | Lisa-Marie |            |            |            |            |                                                                                |            |            |            |            |            |            |            |            |          |          |          |          |     |     |     |     |     |     |     |     |     |     |     |     |     |     |     |     |     |
| 26     | Kashmira   | Kristina   | Kristina   |            |            |            |            |                                                                                |            |            |            |            |            |            |            |            |          |          |          |          |     |     |     |     |     |     |     |     |     |     |     |     |     |     |     |     |     |
| 27     | Jessica    | Wiebke     |            |            |            |            |            |                                                                                |            |            |            |            |            |            |            |            |          |          |          |          |     |     |     |     |     |     |     |     |     |     |     |     |     |     |     |     |     |
| 28     | Vivien     | Kim        |            |            |            |            |            |                                                                                |            |            |            |            |            |            |            |            |          |          |          |          |     |     |     |     |     |     |     |     |     |     |     |     |     |     |     |     |     |
| 29     | Pauline    |            |            |            |            |            |            |                                                                                |            |            |            |            |            |            |            |            |          |          |          |          |     |     |     |     |     |     |     |     |     |     |     |     |     |     |     |     |     |
| 30     | Meline     |            |            |            |            |            |            |                                                                                |            |            |            |            |            |            |            |            |          |          |          |          |     |     |     |     |     |     |     |     |     |     |     |     |     |     |     |     |     |
| 31     | Emilie     |            |            |            |            |            |            |                                                                                |            |            |            |            |            |            |            |            |          |          |          |          |     |     |     |     |     |     |     |     |     |     |     |     |     |     |     |     |     |

     Thí sinh bị loại
     Thí sinh được miễn loại
     Thí sinh dừng cuộc thi
     Thí sinh có màn thể hiện xuất sắc nhất tuần
     Thí sinh chiến thắng cuộc thi

### Buổi chụp hình
- Tập 2: Kéo co ở Mykonos theo cặp
- Tập 3: Ảnh mở đầu chương trình theo nhóm
- Tập 4: Vdeo: Mâu thuẫn trên chiếc xe bị hỏng theo cặp
- Tập 6: Tạo dáng ở cuối sàn diễn trong đồ bó nhung
- Tập 7: Ảnh thẻ người mẫu
- Tập 8: Video: Quảng cáo sản phẩm trên mạng xã hội
- Tập 9: Thời trang thú nhôi bông trên cao theo nhóm
- Tập 10: Bà nội trợ cổ điển
- Tập 11: Body painting vàng kim trên đồng hồ ở bãi biển
- Tập 12: Tạo dáng trên không trước toàn cảnh ở Los Angeles
- Tập 13: Video: Cuộc điện thoại ở nhà tù với Brigitte Nielsen
- Tập 14: Vận động viên quần vợt thời trang
- Tập 15: Ảnh bìa tạp chí Harper's Bazaar
- Tập 16: Thời trang cao cấp trên không trong váy dạ hội
- Tập 17: Tiệc ngủ màu hồng trên chiếc giường khổng lồ cho Moschino